# Servië op het wereldkampioenschap voetbal 2010
Servië was een van de deelnemende landen aan het wereldkampioenschap voetbal 2010 in Zuid-Afrika.

## Kwalificatie
Het Servische team was voor de kwalificatie cyclus voor het WK 2010 in Groep 7 van de Europese Zone ingedeeld. Tegenstanders waren Frankrijk, Roemenië, Oostenrijk, Litouwen en Faeröer.
Op 10 oktober 2009 plaatste Servië zich voor het WK 2010 middels een uitstekende thuis overwinning tegen Roemenië. De laatste kwalificatiewedstrijd - een uitwedstrijd tegen Litouwen - ging nergens meer om en mede daardoor verloor de ploeg uit de Balkan. Tijdens de kwalificaties verloor Servië ook eenmaal van Frankrijk. De thuiswedstrijd in Belgrado tegen de Fransen eindigde in een gelijkspel (1:1). Alle andere wedstrijden eindigden allemaal in winst voor de Serviërs. Daarmee werd Servië eerste in hun kwalificatie groep en plaatsten zij zich voor het eerst als zelfstandige natie voor het WK voetbal.
Eindstand WK Kwalificatie Groep 7
| Team       | Wed | W | G | V | DV | DT | +/- | Ptn |
| ---------- | --- | - | - | - | -- | -- | --- | --- |
| Servië     | 10  | 7 | 1 | 2 | 22 | 8  | 14  | 22  |
| Frankrijk  | 10  | 6 | 3 | 1 | 18 | 9  | 9   | 21  |
| Oostenrijk | 10  | 4 | 2 | 4 | 14 | 15 | -1  | 14  |
| Litouwen   | 10  | 4 | 0 | 5 | 10 | 11 | -1  | 12  |
| Roemenië   | 10  | 3 | 3 | 4 | 12 | 18 | -6  | 12  |
| Faeröer    | 10  | 1 | 1 | 8 | 3  | 19 | -16 | 4   |

## Loting en voorbereiding
Servië werd voor de loting ingedeeld in pot 4 en zij zouden uit pot 1 het thuisland Zuid-Afrika of een van de toplanden op basis van de FIFA-wereldranglijst treffen. Daarnaast zou men uitkomen tegen een vertegenwoordiger uit Azië, Oceanië en Noord- en Midden-Amerika/Caraïben (pot 2). Ten slotte werd de groep compleet gemaakt met een land uit pot 3, een deelnemer afkomstig uit Afrika of Zuid-Amerika.
Op 4 december werd middels loting bekend dat Servië in Groep D achtereenvolgens zou spelen tegen Ghana, Duitsland en Australië.
Servië speelde in hun aanloop naar het WK een drietal oefenwedstrijden. Tijdens de eerste twee wedstrijden bleken de aanvallers van Servië hun draai nog niet te hebben gevonden. Tegen Nieuw-Zeeland werd verrassend met 1:0 verloren, terwijl de wedstrijd tegen Polen eindigde in een 0:0 gelijkspel. Het gebrek een doelpunten werd tijdens de laatste oefenwedstrijd in deze campagne, de uitzwaai wedstrijd tegen Kameroen in het stadion van Rode Ster Belgrado, meer dan goedgemaakt. De Serviërs wonnen deze wedstrijd met 4:3 door doelpunten van Miloš Krasić, Dejan Stanković, Nenad Milijaš en Marko Pantelić.

## Het eindtoernooi
Het eerste WK ooit voor Servië is algemeen beleefd als een lichte teleurstelling. Ondanks een verrassend goed resultaat (1:0 overwinning) tegen meervoudig wereldkampioen Duitsland, incasseerden de Serviërs twee kleine verliezen tegen Ghana en Australië.
Op 13 juni 2010 speelde Servië haar eerste wedstrijd tijdens het WK in Zuid-Afrika tegen Ghana. Een ongelukkig begin voor de Serviërs, daar zij hun debuutwedstrijd met 0:1 verloren. Een benutte strafschop van Asamoah Gyan vlak voor tijd besliste dit duel.
Vijf dagen later trad het team van bondscoach Radomir Antić aan tegen favoriet Duitsland. De Serviërs wisten uiteindelijk een 10-tal Duitsers (rode kaart Miroslav Klose) verrassend met 1:0 te verslaan. Milan Jovanović ging de geschiedenisboeken in als de eerste doelpuntenmaker ooit van Servië op een WK.
Op 23 juni 2010 speelden de Serviërs hun derde en tevens laatste groepsduel. Australië bleek na 90 minuten met 2:1 te sterk. De enige goal voor de Balkanploeg kwam van de voet van Marko Pantelić. Door dit resultaat eindigden de Serviërs met drie punten uit drie duels op plaats vier in de WK-groep en mocht men naar huis. Achteraf bleek dat Servië aan een 2:2 gelijkspel genoeg zou hebben gehad voor plaatsing voor de achtste finales. De beslissing van scheidsrechter Jorge Larrionda om in blessure tijd geen strafschop toe te kennen bleek van doorslaggevende betekenis.

## Selectie
| Keepers       |                    |                          |
| 1             | Vladimir Stojković | Wigan Athletic FC        |
| 12            | Bojan Isailović    | Zagłębie Lubin           |
| 23            | Anđelko Đuričić    | União Leiria             |
| Verdedigers   |                    |                          |
| 6             | Branislav Ivanović | Chelsea FC               |
| 2             | Antonio Rukavina   | TSV 1860 München         |
| 5             | Nemanja Vidić      | Manchester United FC     |
| 20            | Neven Subotić      | Borussia Dortmund        |
| 13            | Aleksandar Luković | Udinese Calcio           |
| 16            | Ivan Obradović     | Real Zaragoza            |
| 3             | Aleksandar Kolarov | SS Lazio                 |
| Middenvelders |                    |                          |
| 10            | Dejan Stanković    | Inter Milan              |
| 11            | Nenad Milijaš      | Wolverhampton Wanderers  |
| 17            | Miloš Krasić       | CSKA Moskou              |
| 18            | Miloš Ninković     | FC Dynamo Kiev           |
| 22            | Zdravko Kuzmanović | VfB Stuttgart            |
| 7             | Zoran Tošić        | 1. FC Köln               |
| 4             | Gojko Kačar        | Hertha BSC               |
| 19            | Radosav Petrović   | FK Partizan              |
| Aanvallers    |                    |                          |
| 15            | Nikola Žigić       | Valencia CF              |
| 8             | Marko Pantelić     | AFC Ajax                 |
| 14            | Milan Jovanović    | Standard Luik            |
| 9             | Danko Lazović      | FK Zenit Sint-Petersburg |
| 21            | Dragan Mrdja       | FK Vojvodina             |
| Bondscoach    |                    |                          |
|               | Radomir Antić      |                          |

## WK-wedstrijden

### Groep D
|                        |        |                  |                         |                                                                                        |
| 13 juni 2010 16:00 uur | Servië | 0 – 1            | Ghana                   | Loftus Versfeld Stadion, Pretoria Toeschouwers: 38.833 Scheidsrechter: Héctor Baldassi |
| 13 juni 2010 16:00 uur |        | Wedstrijdverslag | 84' (pen.) Asamoah Gyan | Loftus Versfeld Stadion, Pretoria Toeschouwers: 38.833 Scheidsrechter: Héctor Baldassi |

|                        |           |                  |                     |                                                                                                 |
| 18 juni 2010 13:30 uur | Duitsland | 0 – 1            | Servië              | Nelson Mandelabaai Stadion, Port Elizabeth Toeschouwers: 38.294 Scheidsrechter: Alberto Undiano |
| 18 juni 2010 13:30 uur |           | Wedstrijdverslag | 38' Milan Jovanović | Nelson Mandelabaai Stadion, Port Elizabeth Toeschouwers: 38.294 Scheidsrechter: Alberto Undiano |

|                        |                                 |                  |                    |                                                                                  |
| 23 juni 2010 20:30 uur | Australië                       | 2 – 1            | Servië             | Mbombela Stadion, Nelspruit Toeschouwers: 37.836 Scheidsrechter: Jorge Larrionda |
| 23 juni 2010 20:30 uur | Tim Cahill 69' Brett Holman 73' | Wedstrijdverslag | 84' Marko Pantelić | Mbombela Stadion, Nelspruit Toeschouwers: 37.836 Scheidsrechter: Jorge Larrionda |

### Eindstand
| Land      | Wed | Win | Gel | Ver | DV | DT | +/− | Pnt |
| --------- | --- | --- | --- | --- | -- | -- | --- | --- |
| Duitsland | 3   | 2   | 0   | 1   | 5  | 1  | 4   | 6   |
| Ghana     | 3   | 1   | 1   | 1   | 2  | 2  | 0   | 4   |
| Australië | 3   | 1   | 1   | 1   | 3  | 6  | -3  | 4   |
| Servië    | 3   | 1   | 0   | 2   | 2  | 3  | -1  | 3   |

FSS · A-internationals · Bondscoaches · Statistieken · Servisch vrouwenelftal · Olympisch elftal · Servië U21 · Servië U20 · Servië U19 · Servië U17 · Servië en Montenegro U19 · Servië en Montenegro U17
2003 – 2006** · 
2006 – 2009 · 
2010 – 2019 ·
2020 − 2029
EK 2008 · 
EK 2012 · 
EK 2016 ·
EK 2020
WK 2006** · 
WK 2010 · 
WK 2014 · 
WK 2018 ·
WK 2022
OS 2004** · 
OS 2008 · 
OS 2012 ·
OS 2016 ·
OS 2020
2006 · 
2007 · 
2008 · 
2009 · 
2010 · 
2011 · 
2012 · 
2013 · 
2014 · 
2015 · 
2016 ·
2017 ·
2018 ·
2019 ·
2020 ·
2021 ·
2022
Albanië ·
Algerije ·
Armenië ·
Australië ·
Azerbeidzjan ·
Bahrein ·
België ·
Bolivia ·
Brazilië ·
Bulgarije ·
Chili ·
China ·
Colombia ·
Costa Rica ·
Cyprus ·
Denemarken ·
Dominicaanse Republiek ·
Duitsland ·
Engeland ·
Estland ·
Faeröer ·
Finland ·
Frankrijk ·
Georgië ·
Ghana ·
Griekenland ·
Honduras ·
Hongarije ·
Ierland ·
Israël ·
Italië ·
Jamaica ·
Japan ·
Jordanië ·
Kameroen ·
Kazachstan ·
Kroatië · 
Litouwen ·
Luxemburg ·
Marokko ·
Mexico ·
Moldavië ·
Montenegro ·
Nieuw-Zeeland ·
Nigeria ·
Noord-Ierland ·
Noord-Macedonië ·
Noorwegen ·
Oekraïne ·
Oostenrijk ·
Panama ·
Paraguay ·
Polen ·
Portugal ·
Qatar ·
Roemenië ·
Rusland ·
Schotland ·
Slovenië ·
Spanje ·
Tsjechië ·
Turkije ·
Verenigde Staten ·
Wales ·
Zuid-Afrika ·
Zuid-Korea ·
Zweden ·
Zwitserland
Brazilië (2018) · 
Costa Rica (2018) · 
Duitsland (2010) · 
Ghana (2010) · 
Kameroen (2022) · 
Zwitserland (2018)
** = Onder de naam Servië en Montenegro